# 马克思是对的
《马克思是对的》（英語：Marx Got It Right）是由中共中央宣传部理论局、江苏省委宣传部、江苏省广播电视总台联合制作的纪念马克思诞辰200周年的通俗理论对话节目，于2018年4月27日至5月1日晚9点在中国中央电视台综合频道播出，同时在人民网、新华网等融媒体平台同步推出。

## 历史
节目中由知名理论专家、高校青年教师和全国大学生代表参与，节目中既有故事讲述，也会邀请两位学者阐释马克思主义精髓并现场回答问题。人民日报评价称“有理论深度、有实践温度，浸润着理想情怀，洋溢出青春气息”。节目在社会与各大高校产生了一定影响。

## 分集
| 集数   | 名称             | 播放日期      |
| ------ | ---------------- | ------------- |
| 第一集 | 你好，马克思     | 2018年4月27日 |
| 第二集 | 洞悉世界的眼睛   | 2018年4月28日 |
| 第三集 | 不朽的《资本论》 | 2018年4月29日 |
| 第四集 | 解放全人类的胸怀 | 2018年4月30日 |
| 第五集 | 千年思想家       | 2018年5月1日  |